# ماجی انور

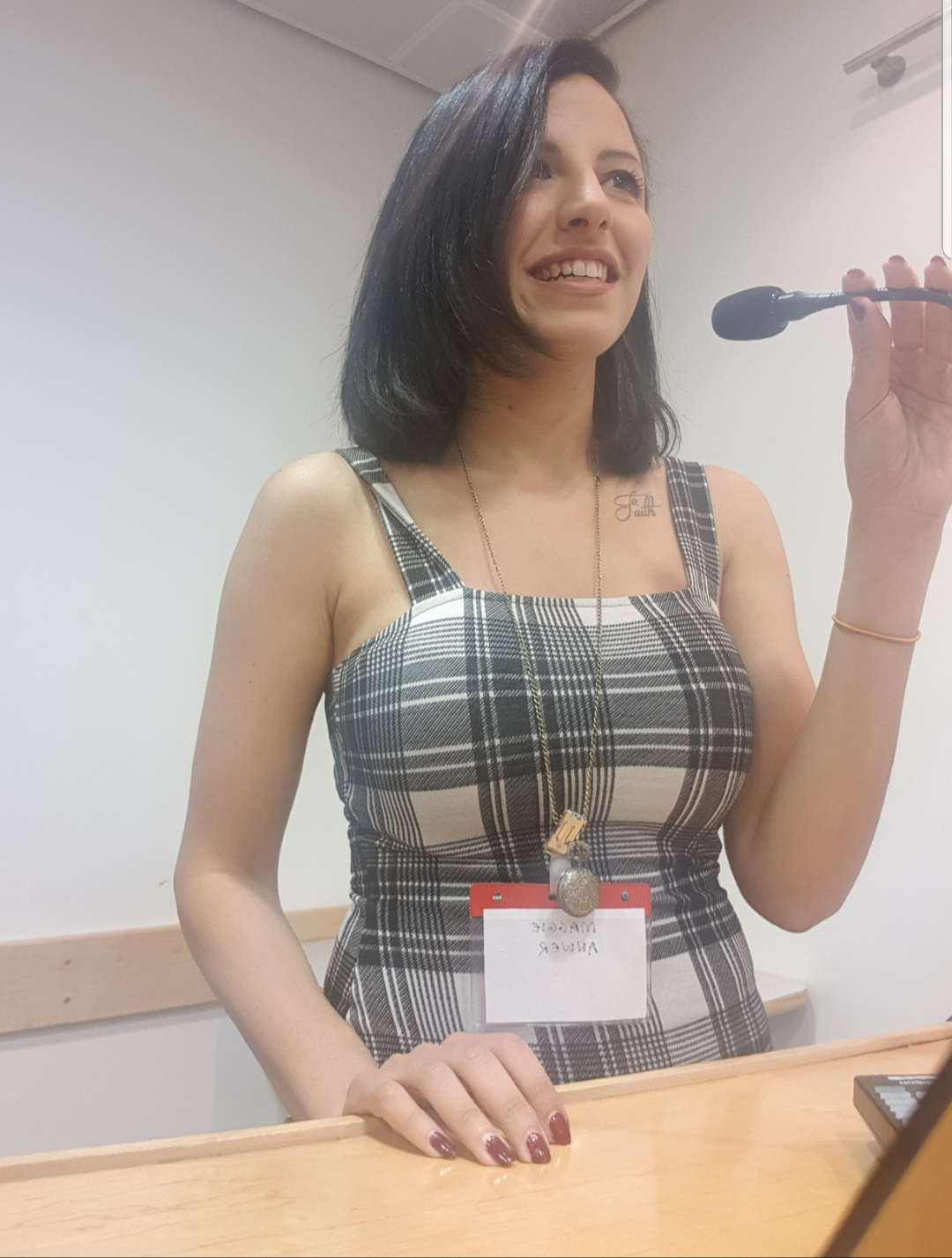

ماجی انور کارگردان، تهیه‌کننده و نویسنده مصری-ایتالیایی و بنیانگذار جشنواره فیلم فاتن حمامه است.
ماجی انور فارغ‌التحصیل دانشکده ارتباطات جمعی دپارتمان رادیو و تلویزیون است. او فعالیت هنری خود را از شانزده سالگی آغاز کرد وی در آن سنین به نوشتن مقاله در مورد فیلم‌های خارجی برای صفحات خارجی روزنامه‌های جوانان و سایت‌های سینمایی اقدام می‌کرد. وی پس از پایان تحصیل در تهیه برنامه‌های تلویزیونی از جمله برنامه تاریک اشرف عبدالباقی شرکت کرد. در سال ۲۰۱۵ جشنواره فیلم فاتن حمامه را تأسیس کرد که با همکاری هنرمند فقید فاتن حمامه برگزار می‌گردید. این جشنواره در حال حاضر در لندن برگزار می‌شود. فیلم‌های کوتاه در دسته‌ای تخصصی طراحی از آثار اوست. در سال ۲۰۱۳، او یک کارگاه آموزشی برای آموزش زنان در زمینه ساخت فیلم در عربستان سعودی برگزار کرد و به کارگردانی مشترک نمایشنامه Mali Sewalek، اولین نمایشنامه زنانه برای گالری نویسندگان زن در مدینه در عربستان سعودی، پرداخت.